# Горский, Александр Алексеевич
Алекса́ндр Алексе́евич Го́рский (6 августа 1871, Петербург — 20 октября 1924, Москва) — русский артист балета, балетмейстер, заслуженный артист Императорских театров (1915).
Горский вошёл в историю балета, как реформатор театрального действия, увидевший по-новому художественные принципы театра. Он был разносторонне талантливым человеком, мог дирижировать оркестром, рисовал. Обладая такими широкими знаниями, Горский в своих постановках стремился достичь общей гармонии всех составных частей спектакля, ввести в работу с хореографическим коллективом балетную режиссуру, разработать танцевальную драматургию спектакля, а также утвердить новые приёмы декорационного оформления и подбора костюмов для артистов балета.

## Биография
Александр Алексеевич Горский родился в Петербурге 6 августа 1871 года.
В Санкт-Петербургском Императорском театральном училище Горский учился у педагога Н. И. Волкова, среди учеников которого были Александр Ширяев и Михаил Фокин. Многому он научился у мастеров петербургской сцены Мариуса Петипа и Льва Ива́нова.
По окончании Петербургского Императорского театрального училища (педагоги П. К. Карсавин и М. И. Петипа), 
в 1889 — 1900 поступил на службу в Мариинский театр.
Обладая хорошей школой, Горский в первые же месяцы исполнял партии классического и характерного репертуара:
- Принц Дезире в балете «Спящая красавица» Мариуса Петипа, на музыку Чайковского
- Сарацинский танец в балете «Раймонда», на музыку Александра Глазунова
- Китайский танец в балете «Щелкунчик», на музыку Чайковского
- Арлекин в балетах «Времена года» и «Испытание Дамиса», на музыку Александра Глазунова.

Балетмейстерская карьера Горского была стремительной. Уже первая его постановка — балет «Клоринда — царица горных фей» состоялась в 1889 году, Михайловском театре, это был выпускной спектакль Петербургского Императорского театрального училища.
В том же году Горский был командирован в московский Большой театр для постановки там балета «Спящая красавица» Мариуса Петипа.
С 1901 года Александр Алексеевич стал режиссёром балета, а с 1902 по 1924 — балетмейстером Большого театра.
Реформы Горского
Возглавив московскую труппу, Горский стал осуществлять реформу балета. Горский стремился преодолеть многие условности академического балета XIX века: каноническую структуру, раздельное существование танца и пантомимы. Заботясь о логике развития сюжета, исторической достоверности и точности национального колорита, Александр Горский работал с художником Константином Коровиным.
Первым спектаклем, вошедшим в историю балета, стал «Дон Кихот» Людвига Минкуса, в 1900 году. Затем Горский создал свои редакции балетов:
- «Лебединое озеро», на музыку Чайковского (редакции: 1901, 1912, 1922 годов)
- «Жизель», на музыку Адольфа Адана (редакции: 1907, 1911, 1922 годов)
- «Конёк-Горбунок», на музыку Цезаря Пуни (редакции: 1901, 1912, 1914 годов)

В этих спектаклях Горский усиливал действенность отдельных эпизодов, а также реформировал принципы построения кордебалетных танцев, отступив в них от правил симметричного расположения ансамбля.
Сюжетность
Осуществив классические постановки Мариуса Петипа, Александр Алексеевич, под влиянием Московского Художественного театра, обратил свой интерес к литературным источникам, поставив балеты: «Дочь Гудулы», на музыку А. Ю. Симона 1902), где на сцене жила живая народная толпа; «Саламбо», на музыку А. Ф. Арендса (1910); «Любовь быстра!», на музыку Э.Грига (1913).
В 1916 году осуществил опыт постановки балета на музыку Пятой симфонии А. К. Глазунова
Запись танца
В современном мире балетные партии артисты могут выучить по видеозаписи, разумеется обладая знанием академической школы, стиля спектакля и разрешением хореографа.
Ранее запись танца осуществлялась на бумаге графически. Знание записи танцев сыграло большую роль в определении судьбы Горского. В своё время он записал постановку Петипа «Спящая красавица», и именно поэтому ему предложили поставить этот балет в Москве, что он и сделал всего за три недели.
Наследие Горского
Значение Горского для балетной труппы Большого театра очень велико. Реформируя балет, Горский считался со спецификой московского театра, приверженностью его артистов драматизированному и характерному танцу, его эксперименты отвечали тенденции развития русского балета начала XX века. Горский оказал влияние на творчество многих крупных московских артистов: Е. В. Гельцер, М. М. Мордкина.
Работая в качестве педагога в Театральном училище и в театре, воспитал несколько поколений московских танцовщиков, которые стали его последователями: В. А. Каралли, С. В. Федорова, А. М. Мессерер, Я. Д. Ицхоки.

«Впервые увидев балет, Асаф понял, что его призвание. Вместе с сестрой Рахиль они пошли в школу Большого театра. Там Асафу ответили, что в его возрасте пора заканчивать, а не начинать обучение балету… После революции [1917 года] множество танцовщиков уехало за границу, и выдающийся хореограф Александр Горский пришел в студию для поиска талантов в свой экспериментальный класс… У Асафа была хорошая координация движений и все данные к балету, которые были необходимы по тем временам: пропорционально сложенная фигура, благородство позы, стопа с красивым подъёмом.»— Суламифь Мессерер
Результатом многолетней деятельности Горского в Москве явился содержательный, преобразованный, обновленный репертуар балета Большого театра.
Горский работал в творческом союзе с Константином Коровиным, который, в свою очередь, сильно изменил визуальный образ артиста балета.
Александр Алексеевич Горский скончался 20 октября 1924 года в Московской Алексеевской лечебнице для душевно больных. Похоронен на Ваганьковском кладбище (12 участок). Здесь же похоронена Горская Вера Алексеевна (1873—1956) — русская артистка балета Мариинского театра. Надгробие на могиле установлено от имени Всероссийского театрального общества

## Балеты Горского
Балеты в редакции Горского и по сей день очень популярны, они идут во многих театрах мира.
«Дон Кихот»
Премьера первого балета Горского в Москве — «Дон Кихот», сразу же разделила критиков, зрителей и труппу на два лагеря. Вокруг спектакля развернулись ожесточённые споры, так как это было не возобновление старой постановки, а новая редакция балета. Поддерживали Горского молодёжь труппы во главе с Л. А. Роедавлевой и М. М. Мордкиным и молодые художники-станковисты, из частной оперы Саввы Ивановича Мамонтова, Константин Коровин и Александр Головин, которые создали новые декорации и костюмы к спектаклю. Используя режиссёрские принципы Художественного театра и достижения балетмейстера Льва Иванова, Горский изменил общепринятые каноны классического танца, обогатив его элементами народных танцев, что вносило особую ясность в передачу содержания, и спектакль становился необычайно ярким.
Было изменено и либретто балета, оно стало больше приближено к произведению Сервантеса. Очень важно то" что Горский изменил стиль работы с труппой.
Михаил Мордкин, (Базиль и Эспада в «Дон Кихоте»):
«До того как начать работу над спектаклем, он провел беседу с артистами, и когда началась работа на сцене, то каждый участник спектакля, даже статисты, знали своё место, свою роль и своё отношение ко всему происходящему».
«Лебединое озеро»
В том спектакле первый акт шёл с поставленной хореографией Горского. Но балетмейстер сохранил всё лучшее, что было в хореографии Мариуса Петипа и Льва Иванова. В целом он усилил действенность спектакля, и премьера прошла успешно.
«Конек-Горбунок»
В балетах «Конек-Горбунок» на музыку Пуни и «Вальс-фантазия» на музыку М. И. Глинки, поставленных Горским, (в нём не было какого-либо сильного сюжета), балетмейстер стремился средствами хореографии выразить содержание музыки.
«Дочь Гудулы»
В конце 1901 года Горский начал работу над постановкой своего первого самостоятельного балета «Дочь Гудулы», по роману В. Гюго «Собор Парижской богоматери». Эта тема в балете не была новой. Уже существовал балет «Эсмеральда», поставленный Жюлем Перро. Но балет Горского сильно отличался от прежнего тем, что акцент в нём был сделан на массовых сценах.
Горский провёл большую подготовительную работу. Вместе с художником Коровиным он съездил в Париж, чтобы изучить место действия балета: разработал заранее режиссёрский план спектакля. Только после этого он приступил к репетициям.
24 ноября 1902 года в Большом театре состоялась премьера спектакля, музыку к которому написал Антон Симон.
Спектакль вызвал резкое осуждение со стороны знатоков балета, которые считали, что в нём мало танцев, хотя это было совершенно неверно: и танцев было достаточно, особенно в третьем акте, и поставлены они были мастерски. Спектакль отражал творческие поиски балетмейстера в области создания хореографической драмы, в которой все танцы вытекали из действия и подчинялись логике поступков главных героев.
Художниками спектакля стали Константин Коровин и Александр Головин, дирижёр — А. Ф. Арендс. Роли исполняли:
Эсмеральда — Э. Гримальди (затем С. В. Фёдорова), Клод Фролло — В. Ф. Гельцер, Феб — М. М. Мордкин, Квазимодо — Н. П. Домашёв, Гренгуар — К. А. Бек, Гудула — М. А. Другашева.
Обновляя балеты классического наследия Сен-Леона или Петипа, Горский давал им своеобразную трактовку и более долгую жизнь. И, благодаря ему, эти спектакли надолго сохранились в репертуаре современных театров:
«Коппелия»
25 февраля 1905 года Горский поставил балет «Коппелия», на музыку Делиба.
Роль Сванильды исполнила Е. В. Гельцер, Франц — В. Д. Тихомиров, Коппелиус — В. Ф. Гельцер
- Балеты в стиле символизма и импрессионизма:

«Нур и Анитра» и «Этюды» — дивертисмент на музыку Грига, Шопена и Рубинштейна
«Саламбо»
В 1910 году состоялась премьера нового оригинального балета А. Горского «Саламбо», по одноимённому роману Г. Флобера на музыку А. Арендса. Его характеризуют необыкновенно красочные танцевальные сцены, такие, как сон Саламбо, танец жриц, оживление богов, танцы богини Танаит, а также Танаит и Молоха. Это одна из лучших постановок Горского.
Александр Алексеевич Горский прожил недолгую, но творчески очень насыщенную жизнь. Он оставил балеты, которые приятно исполнять артистам, и которые радуют зрителя.

### Редакции балетов и постановки актов
- 1889 — «Спящая красавица» — редакция балета Мариуса Петипа
- 1900 — «Дон Кихот» Людвига Минкуса (поставил I акт)
- 1900 — «Раймонда» — Большой театр, премьера 23 января 1900 — А. А. Горский, ассистент балетмейстера И. Н. Хлюстин, художник К. Ф. Вальц, П. А. Исаков. Лютке-Мейер, дирижёр А. Ф. Арендс. Партии исполняли: Раймонда — А. А. Джури, Жан де Бриен — М. М. Мордкин, Абдерахман — А. Н. Ермолаев. 17 ноября 1908 года Горский показал новую редакцию балета, художник К. А. Коровин, дирижёр А. Ф. Арендс. Партии исполняли: Раймонда — Е. В. Гельцер, Жан де Бриен — В. Д. Тихомиров, Абдерахман — М. М. Щипачёв. 18 февраля 1918 года Горский возобновил редакцию 1908 года; Раймонда — Е. В. Гельцер, Жан де Бриен — В. Д. Тихомиров, Абдерахман — А. Д. Булгаков
- 1901 — «Лебединое озеро» Петра Чайковского (редакции 1901, 1912, 1922 годов)
- 1901 — «Конёк-Горбунок» (редакции 1901, 1912, 1914 годов)
- 1904 — «Баядерка» — Большой театр (по Мариусу Петипа). Первые исполнители: Никия — Е. Гельцер; Солор — М. Мордкин, Василий Тихомиров.
- 1905 — «Дочь фараона» — новая редакция Горского, 27 ноября 1905 года, балет в 5 актах 9 картинах, художник К. А. Коровин (декорации и костюмы), Н. А. Клодт, П. Я. Овчинников, Г. И. Голов (декорации). Партии исполняли: Англичанин-турист — В. Д. Тихомиров, его слуга — Поливанов, Мумия и Бинт-Анта — Г. Гримальди, Рамзес II — И. Е. Сидоров, царь Хитарис — М. М. Мордкин, Хита — С. В. Фёдорова.
- 1905 — «Коппелия» (редакция балета); Сванильда — Е. В. Гельцер, Франц — В. Д. Тихомиров, Коппелиус — В. Ф. Гельцер. Премьера — 25 февраля 1905.
- 1905 — «Волшебное зеркало» — фантастический балет в 4-х действиях и 7 картинах композитора А.Корещенко по сказкам А.Пушкина и бр. Гримм (Первая постановка Мариуса Петипа в Мариинском театре 9 февраля 1903, дирижёр Р.Дриго, художник А.Головин). Редакция А.Горского — 13 февраля 1905 года — новая сцена Большого театра, дирижёр А.Арендс, художник А.Головин. Спектакль был возобновлён 17 апреля 1921 года.
- 1905 — «Тщетная предосторожность» — премьера балета в редакции Горского — 20 декабря 1905 года; Лиза — С. В. Фёдорова, Колен — М. М. Мордкин, Марцелина — В. А. Рябцев. Возобнобление балета — 24 апреля 1916 года, дирижёр А. Ф. Арендс, художник Ф. А. Лавдовский; Лиза — Е. В. Гельцер, Колен — Л. А. Жуков, Марцелина — Рябцев. Возобновление балета редакции Горского 27 января 1922 года, Большой театр (на сцене Нового театра), дирижёр Ю. Ф. Файер; Лиза — Фёдорова.
- 1907 — «Жизель», на музыку Адольфа Адана (редакции 1907, 1911, 1922 годов)

### Балеты Горского

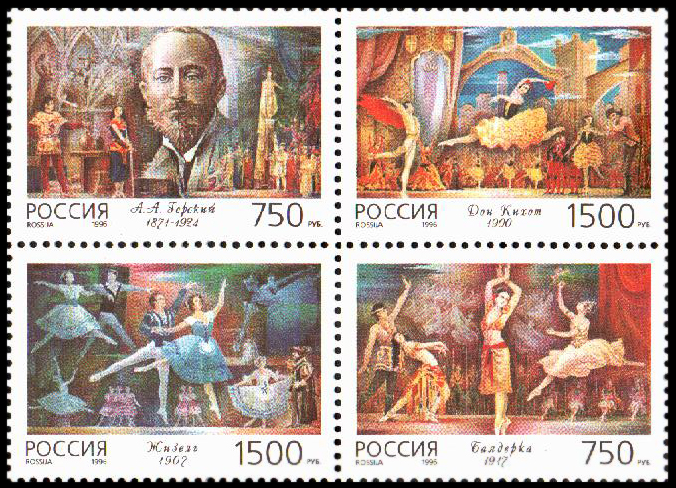
А. А. Горский и его постановки на сцепке почтовых марок России, 1996 год

- 1902 — «Дочь Гудулы» («Эсмеральда»), на музыку Симона. Мимодрама с танцами в 4 действиях и 9 картинах по роману В.Гюго, 24 ноября 1902, дирижёр А.Арендс, художник К.Коровин[6].
- 1903 — «Золотая рыбка» — балет в 4 актах 7 картинах Людвига Минкуса, с добавлением музыки А. Н. Серова, Л. Делиба, И. Брамса, П. И. Чайковского. Премьера 16 ноября 1903 года в Большом театре, художник К. А. Коровин, дирижёр А. Ф. Арендс. Партии исполняли: Старик — Н. П. Домашёв, Старуха — С. В. Фёдорова, Золотая рыбка — Г. Гримальди (позже А. М. Балашова, В. А. Мосолова)
- 1907 — «Нур и Анитра» на музыку А.Ильинского (сюита, соч.13), Московский Большой театр, 2 декабря 1907, дирижёр А.Арендс, костюмы В.Дьячкова
- 1910 — «Саламбо», по одноимённому роману Г. Флобера на музыку А. Ф. Арендса
- 1913 — «Любовь быстра!» («Норвежская идиллия») — балет в одном действии а музыку Э.Грига (Симфонические танцы): 8 декабря 1913 года — постановка в московском Большом театре, дирижёр А.Арендс, художники К.Коровин, Г.Голов, В.Дьячков; 27 июля 1918 года — новая редакция Горского (сад Аквариум); 17 января 1922 года Горский возобновил спектакль на сцене Московского Нового театра.
- 1913 — "Шубертиана — балет в 2 актах 4 картинах на музыку Ф. Шуберта (подобрана и оркестрована А. Ф. Арендсом), 8 декабря 1913 года, Большой театр (эпизод сказания об Ундине), художник К. А. Коровин, дирижёр А. Ф. Арендс; герцог — Конрад — А. Д. Булгаков, Клотильда — В. А. Каралли, граф Зоневальд — М. М. Мордкин, граф Отто фон Раубертун — В. В. Свобода, Шут — В. А. Рябцев, Ундина — Е. В. Гельцер, Струй-Водяной, дядя Ундины, он же под видом лесного царя — И. Е. Сидоров.
- 1916 — Сюита на музыку Пятой симфонии А. К. Глазунова
- 1918 — «Тамара» (Thamar) на музыку М.Балакирева, 6 августа 1918 года — Горский и Л.Новиков поставили балет на артистов Большого театра на сцене театра Аквариум, дирижёр Шмукловский (ранее этот балет поставил Михаил Фокин в 1912 году)
- 1918 — «В белом» (En blanc) — хореографическая фантазия на музыку Чайковского (3-я сюита для симфонического оркестра), 11 июня 1918 г., театр сада Аквариум, дирижёр А.Арендс, художник В.Дьячков
- 1921 — «Танец Саломеи» — балет на музыку Р.Штрауса, 6 февраля 1921 года, Большой театр, дирижёр Г.Фительберг, художник Ф.Федоровский
- ? — «Вальс-фантазия» на музыку М. И. Глинки
- ? — «Этюды» — дивертисмент на музыку Грига, Шопена и Рубинштейна

## Архив
В Российском государственном архиве литературы и искусства хранится небольшой личный фонд А.А. Горского, состоящий из 74 единиц хранения за 1886–1922 годы. В собрании представлены творческие и живописные работы Горского — эскизы гримов и костюмов, наброски декораций, портреты и зарисовки, его фотоэтюды, материалы к биографии балетмейстера, в том числе контракты с администрацией Большого театра и лондонского театра «Альгамбра», юбилейные адреса, письма Н.Ф. Балиева, М.Б. Полякина, Э.И. Элирова и др.